# Berrien County (Michigan)
Berrien County je okres na jihozápadě státu Michigan v USA. K roku 2000 zde žilo 162 453 obyvatel. Správním městem okresu je St. Joseph, největším městem je Niles. Celková rozloha okresu činí 4 096 km².

## Sousední okresy
| Růžice kompasu | Lake County (IL)   | Van Buren County          | Van Buren County       | Růžice kompasu |
| Růžice kompasu | Cook County (IL)   | Sever                     | Cass County            | Růžice kompasu |
| Růžice kompasu | Cook County (IL)   | Berrien County (Michigan) | Cass County            | Růžice kompasu |
| Růžice kompasu | Cook County (IL)   | Jih                       | Cass County            | Růžice kompasu |
| Růžice kompasu | Porter County (IN) | LaPorte County (IN)       | St. Joseph County (IN) | Růžice kompasu |